# Анастас Михайлов
Анастас Петков Михайлов е български революционер, деец на Вътрешната македоно-одринска революционна организация.

## Биография
Роден е в 1878 година в лозенградското българско село Карадере, тогава в Османската империя. Привлечен е в революционната организация в 1900 година и участва в местния революционен комитет. Служи като куриер и укривател на оръжие и къщата му е убежище на районната чета на Георги Кондолов. В 1902 и 1903 година е четник в тайната участъкова смъртна дружина под воеводството на Иван Николов от Карадере. Взима участие във всички терористични акции преди въстанието.
С четата си участва в Илинденско-Преображенското въстание през лятото на 1903 година. В първата нощ при обявяване на въстанието съсичат телеграфните стълбове и унищожават телеграфните жици в участъка между Лозенград и Малко Търново. На същия ден Преображение, 6 август, убиват таксилдарина Осман ефенди и двамата му стражари в Карадере. След смъртта на районния началник Георги Кондолов в Паспалево, четата остава под началството на Дико Джелебов и Михайлов участва във всички акции до края на въстанието. При потушаването на въстанието къщата му е ограбена и опожарена. След въстанието емигрира в Княжеството.
На 13 април 1943 година, като жител на село Долен Близнак, Варненско, подава молба за българска народна пенсия. Молбата е одобрена и пенсията е отпусната от Министерския съвет на Царство България.